# Grécia nos Jogos Olímpicos de Verão de 1904
A Grécia competiu nos Jogos Olímpicos de Verão de 1904, em Saint Louis, Estados Unidos. Atletas gregos competiram em todos os Jogos Olímpicos de Verão.

## Resultados por Evento

### Atletismo
Atletismo nos Jogos Olímpicos de Verão de 1904
| Evento                        | Posição | Atleta               | Final           |
| ----------------------------- | ------- | -------------------- | --------------- |
| Maratona masculina            | 5º      | Dimitrios Veloulis   | Desconhecido    |
| Maratona masculina            | 10º     | Christos Zechouritis | Desconhecido    |
| Maratona masculina            | 14º     | Andrew Oikonomou     | Desconhecido    |
| Maratona masculina            | —       | Georgios Drosos      | Não terminou    |
| Maratona masculina            | —       | Charilaos Giannakas  | Não terminou    |
| Maratona masculina            | —       | Ioannis Loungitsas   | Não terminou    |
| Maratona masculina            | —       | Georgios Louridas    | Não terminou    |
| Maratona masculina            | —       | Petros Pipiles       | Não terminou    |
| Maratona masculina            | —       | Georgios Vamkaitis   | Não terminou    |
| Arremesso de peso masculino   | —       | Nikolaos Georgantas  | Desclassificado |
| Lançamento de disco masculino | 3º      | Nikolaos Georgantas  | 37,68 metros    |

### Cabo de guerra
Cabo de guerra nos Jogos Olímpicos de Verão de 1904
| Evento                   | Posição | Equipe       | Quartas-de-finais         | Semifinais  | Final       | Semifinal da medalha de prata | Final da medalha de prata |
| ------------------------ | ------- | ------------ | ------------------------- | ----------- | ----------- | ----------------------------- | ------------------------- |
| Cabo de guerra masculino | 5º      | Pan-Helênica | Perdeu para SW Turnverein | Não avançou | Não avançou | Não avançou                   | Não avançou               |

### Halterofilismo
Halterofilismo nos Jogos Olímpicos de Verão de 1904
| Evento              | Posição | Atleta            | Peso   |
| ------------------- | ------- | ----------------- | ------ |
| Duas mãos masculino | 1º      | Perikles Kakousis | 111.70 |